# Stacja turystyczna
Stacja turystyczna – obiekt noclegowy, stworzony w budynku prywatnym lub prowizorycznie do tego przygotowanym (szkoła) dla obsługi ruchu turystycznego. W Polsce stacje turystyczne tworzyło Polskie Towarzystwo Tatrzańskie, a następnie Polskie Towarzystwo Turystyczno-Krajoznawcze. 
Do roku 1939 PTT posiadało 81 stacji, natomiast w 2006 swoim patronatem towarzystwo sygnowało 13 obiektów. PTTK nie firmuje już tego typu obiektów. W chwili obecnej nazwy tej używają także obiekty, które nie mają nic wspólnego z organizacjami turystycznymi (domy wycieczkowe, pensjonaty, kwatery prywatne).